# Корница
Ко̀рница е село в Югозападна България. То се намира в община Гоце Делчев, област Благоевград.

## География
Село Корница се намира в планински район – в подножието на Пирин планина. Отличава се с красивата си природа.
Най-близкият град в околността е Гоце Делчев, на около 12 километра.

## История
От османски поименен регистър от 1478 година става ясно, че към тази дата в Корница са живели 99 немюсюлмански домакинства и 4 вдовици. Селото се споменава и в османски регистър за доганджиите в Румелия от 1482 година. От Корница (Корниче) са регистрирани 2 домакинства с доход 260 акчета. В списък на селищата и броя на немюсюлманските домакинства във вилаета Неврокоп от 13 март 1660 година село Корница (Корниче) е посочено като село, в което живеят 13 немюсюлмански семейства.
В XIX век Корница е мюсюлманско село в Неврокопска каза на Османската империя. В „Етнография на вилаетите Адрианопол, Монастир и Салоника“, издадена в Константинопол в 1878 година и отразяваща статистиката на населението от 1873 година, Корница (Cornitsa) е посочено като село с 90 домакинства и 210 жители помаци. Според Стефан Веркович („Топографическо-этнографическій очеркъ Македоніи“) към края на XIX век Корница има мюсюлманско мъжко население 312 души, което живее в 90 къщи.
В 1891 година Георги Стрезов пише за селото:
| „ | Корница, на СЗ от Неврокоп, до един приток от Места. Овчари, козари и дърводелци. Наоколо гора. | “ |

Съгласно статистиката на Васил Кънчов („Македония. Етнография и статистика“) към 1900 година Корница е българо-мохамеданско селище. В него живеят 680 българи-мохамедани в 90 къщи.
Към 1 декември 1912 година жителите на селото, в което има 250 мюсюлмански семейства, са насилствено покръстени от български паравоенни части и БПЦ.
В 1930 година в селото българите християни бежанци от Егейска Македония, заселени в Корница, построяват църквата „Свети Димитър“.
След принудителното сменяне на имената на помаците в началото на 1970-те в Гоцеделчевско, незасегнати от Възродителния процес остават само селата Корница, Брезница и Лъжница, обособени на десния бряг на Места. Жителите им решават да се обявят за турци, надявайки се по този начин да избегнат преименуванията, засягащи до този момент само помаците, и координират действията си, подговяйки се за съпротива в случай на намеса на властите. През зимата на 1972 – 1973 година голяма част от жителите на трите села се събират непрекъснато в центъра на Корница, където българското знаме е заменено с турско, а децата спират да посещават училище.
Местните структури на Българската комунистическа партия правят опити да създадат ядро от свои поддръжници в общността, но не постигат успех и решават да използват сила. Селото е превзето на сутринта на 28 март 1973 година, като акцията се ръководи от генерала от Държавна сигурност Петър Стоянов, като трима души са убити, много от местните жители са бити и измъчвани, десетки са арестувани и изселени, а 11 души получават присъди.

## Население

### Етнически състав
Преброяване на населението през 2011 г.
Численост и дял на етническите групи според преброяването на населението през 2011 г.:
|                     | Численост |
| Общо                | 1666      |
| Българи             | 202       |
| Турци               | 1234      |
| Цигани              | 23        |
| Други               | 8         |
| Не се самоопределят | 63        |
| Неотговорили        | 136       |

## Редовни събития
- Всяка година на 28 март се провежда събор в памет на убитите по време на Възродителния процес в началото на 1973 г. В тяхна чест в центъра на Корница е издигнат и паметник.

## Личности
- Зейнеп Ибрахимова Келеш (Зейнеп Зафер)
- Байрям Гетов
- Аруш Хаджи – народен представител в VII велико народно събрание от листата на ДПС;[14]
- Убити по време на Възродителния процес през март 1973 година:
  - Хюсеин Караалилов
  - Мохарем Барганов
  - Салих Амидеин
  - Тефик Хаджиев
  - Исмаил Кальоров